# ヨーロッパイエコオロギ
ヨーロッパイエコオロギ (Acheta domestica) はバッタ目コオロギ科に属する昆虫の一種。
本種はペットとして飼われている両生類や他の節足動物、鳥類、爬虫類などの餌として利用されるため、商業的な繁殖が行われている。また、日本や中国などで、本種自体がペットとして飼われるケースも知られている。そのため、もともとの自然分布は西南アジアなどであるが、世界各国に輸出されて分布を広げている。

## 特徴

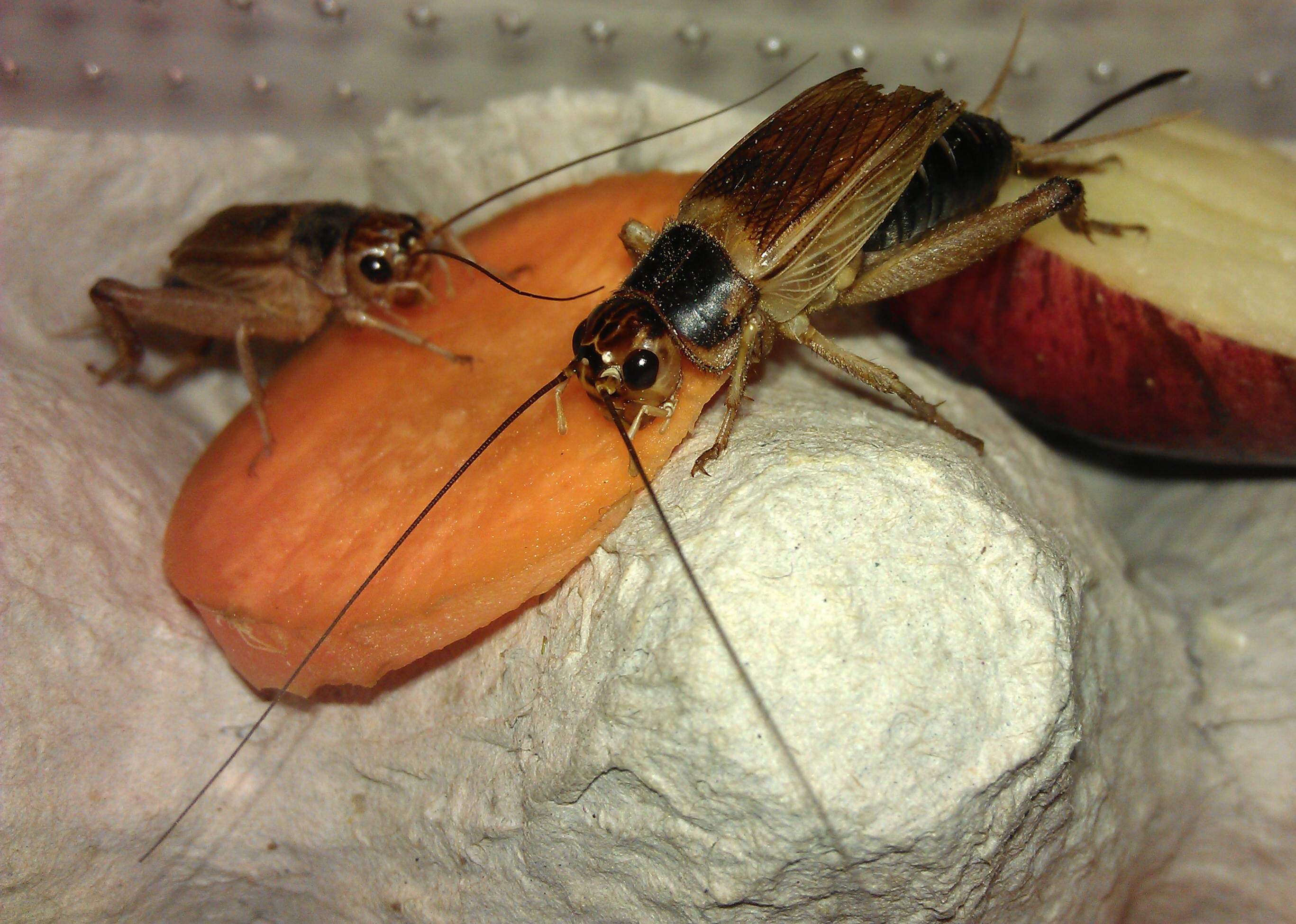
ニンジンを餌にして飼育されているヨーロッパイエコオロギ

体色は通常焦げ茶色か褐色で、成虫の体長は16-21mm。雌雄は形態的に類似するが、メスは腹部に長さ約12mmの産卵管をもつ。またメスの尾角はオスよりもさらに突き出している。

## 繁殖
最後の脱皮が完了して成虫になってから、3～4日で交尾を始め、8～10日でメスは産卵を始める。メスは2～3日おきに50～100個の卵を産み、それを二ヶ月間にわたって続ける。卵は摂氏30度の環境で、およそ13日後に孵化する。メスは2～3週間は体内に精子を貯めることができ、交尾をせずとも産卵を続けることができる。産卵開始から一ヶ月で交尾活動が弱まり、二ヶ月でほとんどの成虫が死亡する。